# Leóváros

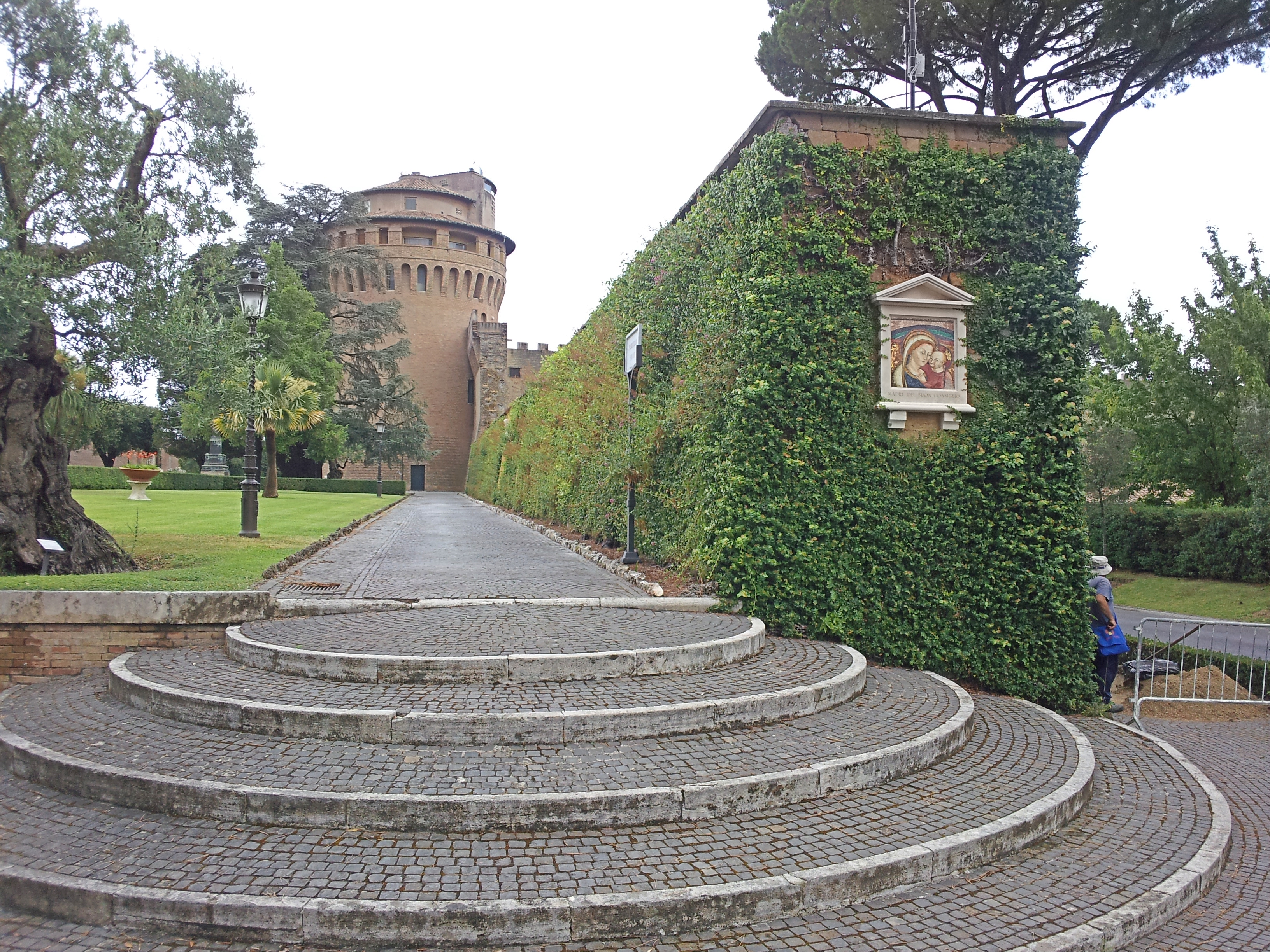
A Szent János-torony, Vatikáni kertek

Leóváros (latinul: Civitas Leonina) Róma azon része, amely körül a kilencedik században IV. Leó pápa megbízást adott a Leó-falak felépítésére. A Tiberis túlsó partján, Róma hét dombjával átellenben, a 271–275 között felhúzott Aurelianus-féle falon kívül fekszik, a Vatikánon kívül, a Borgo negyedben, és sokkal nagyobb, mint a Vatikán maga.

## Története
A Leó-falakat, amelyek a Leóvárost körülveszik IV. Leó pápa építtette azt követően, hogy muszlim kalózok a régi Szent Péter-bazilikát 846-ban kirabolták. A fal 848–852 között épült mint az egyetlen műtárgy, amely valaha is a római falakon kívül létesült. Ez a háromkilométeres fal teljesen körülvette a Vatikán-dombot. Építését III. Leó pápa indította el, de a városi zavargások megakasztották a munkát, a római lakosok pedig lebontották a már megkezdett szakaszokat, s magánépítkezéseikhez használták fel anyagukat. IV. Leó pápa saját építőmunkásait, a környező vidék lakóit és a 849-es ostiai tengeri csata során rabul ejtett szaracénokat fogta be az építésre. Finanszírozására a frank császári adományból egy zárt U alakú részre futotta a folyóparton. A Hadrianus-mauzóleum ahonnan a fal indult, hamarosan mint Angyalvár lett közismert, a Vatikáni-domb lejtőin körülvette a Bazilikát, majd újra visszatért a folyóhoz. A falazat anyaga borított tufa volt, negyven láb magas, 44 erős torony, lőrésekkel. A hatalmas, kerek saroktorony még mindig megkoronázza a Vatikán-dombot, ennek a nagy vállalkozásnak emlékeként.
Három új kapun keresztül lehetett az újonnan lezárt Borgóba bejutni. Kettő az Angyalvár falszakaszán: egy kis hátsó kapu az erődített Mauzóleum mögött, az úgynevezett Posterula S. Angeli, majd egy másik, a Castello közelében, a Porta Castelli, valamint egy nagyobb, a főkapu, amelyen keresztül a császárok átvonultak, a Szent Peregrino-templom közelében, az úgynevezett Porta Peregrini, a későbbi Porta S. Petri. Egy harmadik kaput a Leóváros nyitott a Trastevere rione (kerület) felé. Fesztivállal ünnepelték az építkezés hivatalos befejezését, 852. június 27-én.
1083-ban, miután IV. Henrik német-római császár római császárrá koronázását megtagadta, VII. Gergely pápa ostrom alatt találta magát a Leóvároson belül. Miután Henrik bevette a várost, Gergely bemenekült az Angyalvárba. Leóváros elestét az éhínségnek, és hanyagságnak, nem annyira Henrik emberei bátorságának tulajdonította.
Később, IV. Piusz pápa alatt (1559—1565) jelentős renoválás történt, amikor Leó falai helyenként már leomlottak, és további három kaput nyitottak rajtuk.
1870-ben az olasz Királyság katonái elfoglalták Rómát, megdöntve, ami a Pápai államból még  megmaradt. Az olasz kormány célja az volt, hogy a pápát a Leóvárosban tartsák, a kis maradék pápai államban. Azonban IX. Piusz pápa nem értett egyet ezzel, így egy 59 éves patthelyzet következett, amikor a pápák a „Vatikán foglyai” voltak, s csak 1929-ben a Lateráni egyezmény ismerte el a Vatikán szuverenitását, függetlenségét.

## Lásd még
- Borgo (Róma)
- Trastevere
- Vatikán

## Külső hivatkozások
- Gibson, Sheila and Bryan Ward-Perkins. "The Surviving Remains of the Leonine Wall". Papers of the British School at Rome, 47 (1979): 30–57.
- Hodges, Richard. Mohammed, Charlemagne & the Origins of Europe. Cornell University Press, 1983. ISBN 0-8014-9262-9
- Wards-Perkins, Bryan. From Classical Antiquity to the Middle Ages. Oxford University Press, 1984. ISBN 0-19-821898-2

## Fordítás
Ez a szócikk részben vagy egészben  a   Leonine City című angol Wikipédia-szócikk ezen változatának fordításán alapul.  Az eredeti cikk szerkesztőit annak laptörténete sorolja fel. Ez a jelzés csupán a megfogalmazás eredetét és a szerzői jogokat jelzi, nem szolgál a cikkben szereplő információk forrásmegjelöléseként.